# Francisco Sendra
Francisco Sendra Corbera (Sueca, 5 febbraio 1931 – 12 novembre 2016) è stato un calciatore spagnolo, di ruolo centrocampista.

## Carriera
Fu legato per tutta la sua carriera al Valencia. Inizialmente giocò nella squadra filiale del Mestalla. A partire dal 1955, Sendra si affermò definitivamente nel centrocampo della prima squadra nella Liga spagnola, fino al 1963. 
Negli anni finali della sua carriera, Sendra tornò a giocare nel Mestalla, in Segunda División. Si ritirò nel 1965.

## Palmarès

### Competizioni nazionali
- Coppa di Spagna: 1

Valencia: 1954

### Competizioni internazionali
- Coppa delle Fiere: 2

Valencia: 1961-1962, 1962-1963